# 伊藤祐一郎
伊藤 祐一郎（いとう ゆういちろう、1947年11月17日 - ）は、日本の自治・総務官僚、政治家。元鹿児島県知事（3期）。総務省大臣官房総括審議官を歴任。

## 概要
銀行員である父親の仕事の関係により阿久根市・鹿児島市などで育った。ラ・サール高等学校を経て、東京大学法学部卒業。最後の総理府地方分権推進委員会事務局次長であり、省庁再編後には初代の総務省大臣官房審議官を務めた。後に民主党代表を務めた小沢一郎が自治大臣の際には大臣秘書官も務めている。
2004年に鹿児島県知事選挙に立候補。保守分裂の激しい中、元鹿児島県議会議長や元兵庫県副知事らを破って初当選。2008年再選。2012年に3選。
2013年5月に利用が低迷する鹿児島空港の上海便の航空路線維持のため県職員らの上海派遣研修事業を発表したが、批判が起こった。知事のリコール運動が起こるも2ヶ月で約27万5千人を集める署名で約15万人に留まり、リコールは断念となった。

2016年鹿児島県知事選挙における伊藤祐一郎（黄）と三反園訓（青）の得票率の差
----
伊藤は地元の出水市や大島郡などの島嶼部で得票率が高かったものの、鹿児島市や指宿市（三反園の地元）などの市部では三反園に敗れた。

2016年7月10日に鹿児島県知事選挙で4選を目指し立候補するも、「保守系無所属」を掲げつつ民進・社民県連および一部の自民党系市町村議、元県議らの支援を受けた三反園訓に敗れ、落選した。
2020年7月12日投開票の鹿児島県知事選挙に無所属で立候補。選挙期間中に立憲民主党鹿児島県連の推薦を受けたが、元九州経済産業局局長の塩田康一、現職の三反園の後塵を拝し、得票数3位で落選した。
2023年11月3日、秋の叙勲で旭日重光章を受章。

## 人物
- 伊藤が2004年7月に初当選した知事選において奄美群島を遊説する際に医療法人徳洲会グループの軽飛行機を利用していた[4]。

## 略歴
- 1971年6月 - 東京大学法学部卒業。
- 1972年
  - 4月 - 自治省（現：総務省）入省。
  - 5月〜1993年3月 - 福岡県、石川県、埼玉県、外務省等で勤務。
- 1993年4月 - 自治省行政局公務員部給与課長。
- 1995年5月 - 自治省行政局振興課長。
- 1996年9月 - 自治省財政局地方債課長。
- 1997年7月 - 自治省行政局行政課長。
- 1999年8月 - 自治省大臣官房審議官。
- 2000年5月 - 総理府地方分権推進委員会事務局次長。
- 2001年
  - 1月6日 - 総務省大臣官房審議官（地方行政、公務員制度担当）、（併）内閣府地方分権推進委員会事務局次長。
  - 7月3日 - 総務省大臣官房審議官、（併）内閣府地方分権改革推進会議事務局長。
- 2003年1月17日 - 自治大学校長、（併）総務省大臣官房総括審議官（市町村合併担当）。
- 2004年
  - 1月6日 - 総務省大臣官房総括審議官（市町村合併等担当）。
  - 2月18日 - 総務省退官。
  - 7月11日 - 鹿児島県知事選に初当選。
  - 7月28日 - 鹿児島県知事就任。
- 2008年7月13日 - 鹿児島県知事選に再選。
- 2012年7月8日 - 鹿児島県知事選に3選。
- 2016年7月10日 - 鹿児島県知事選で4選を目指すも新人・三反園訓に敗れ、落選。
- 2020年7月12日 - 鹿児島県知事選で復活を目指すも三反園や新人・塩田康一に敗れ、得票率3位で落選。

## 家系
鹿児島県出水市の旧家の出身であり、伝統的建造物保存地区に生家の武家屋敷が残っている。先祖は、島津家中興の祖といわれた島津忠良（日新斎）に仕え、南さつま市の竹田神社の日新公の墓の隣に祭られている井尻神力坊。

## 実績
- 451億円あった財源不足額を解消[要出典]
- 県立大島病院救命救急センターの整備[要出典]
- 本土・熊毛地域へのドクターヘリの導入[要出典]
- こども総合療育センターを設置[要出典]
- 難病相談・支援センターを設置[要出典]
- 「障害のある人もない人も共に生きる鹿児島づくり条例」の制定[要出典]
- 子ども・若者総合相談センターを設置[要出典]
- 川内原発1号機・2号機再稼働容認[要出典]
- 再生可能エネルギーの導入促進[要出典]
- 国内外において「本物。鹿児島県」のトップセールスを実施[要出典]
- 大隅農業・加工技術研究プロジェクトの推進[要出典]
- アジア主要都市（ソウル・上海・台北・香港）との定期航空路線の整備・路線維持[要出典]
- 甑島における架橋の実現[要出典]
- 鶴丸城御楼門復元事業の決定[要出典]
- 奄美群島振興交付金の創設[要出典]
- 小学校低学年30人学級の導入[要出典]
- 特別支援学校の整備・充実[要出典]
- 鹿児島県独自の新たな奨学制度の導入[要出典]
- 「明治日本の産業革命遺産　九州・山口と関連地域」の世界文化遺産登録[要出典]
- 明治維新150周年記念事業の実施[要出典]

## 発言

### 女性蔑視発言
2015年8月27日の鹿児島県教育委員らが参加した会議で「高校教育で女子に（三角関数の）サイン、コサイン、タンジェントを教えて何になるのか」「それよりもう少し社会の事象とか植物の花や草の名前を教えた方がいい」と発言した。県内外からの批判を受け、伊藤は8月28日の定例記者会見で、発言について「自分自身も使ったことがないよねという意味。口が滑った」と述べ、訂正した。
この発言に対しては、「時代錯誤も甚だしい」「男女平等の理念に真っ向から反する発言」「女性蔑視、女性の人権を傷つけるものであり、看過できない」などの批判が寄せられた。
女性団体や女性県議、市議らもこの発言を問題視し、抗議文を提出した。また、連合もこれを問題視し、知事宛ての抗議文を県に提出した。